# Élections générales maltaises de 1955
Les élections générales maltaises de 1955 (en anglais : Maltese general election, 1955) permettent d'élire les députés de la douzième législature de la Chambre des députés, pour un mandat de quatre ans.

## Résultats
- Résultats officiels.

| Parti politique                    | Siège de député |
| ---------------------------------- | --------------- |
| Parti nationaliste                 | 26              |
| Parti travailliste de Malte        | 16              |
| Parti des travailleurs chrétiens   | 4               |
| Parti démocratique nationaliste    | 3               |
| Parti constitutionnel progressiste | 1               |